# Arega Kebede
Arega Kebede (tiếng Amhara: አረጋ ከበደ) là chính khách người Ethiopia. Hiện tại, ông đang giữ chức vụ làm thống đốc vùng Amhara kể từ ngày 25 tháng 8 năm 2023.